# Брасс, Италино

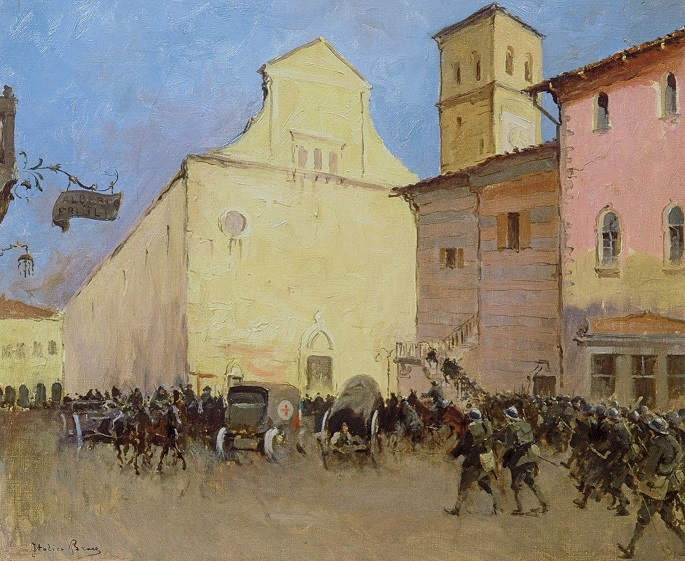
Солдаты в Чивидейле

Италино Брасс (итал. Italico Brass; 14 декабря 1870, Гориция — 16 августа 1943, Венеция, Королевство Италия) — итальянский художник-пейзажист, сценограф
, видный художественный деятель, знаток искусства, коллекционер. Политик-ирредентист.

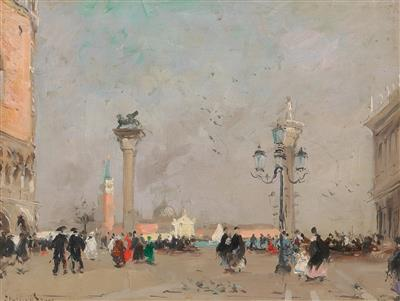
Площадь Сан-Марко

## Биография

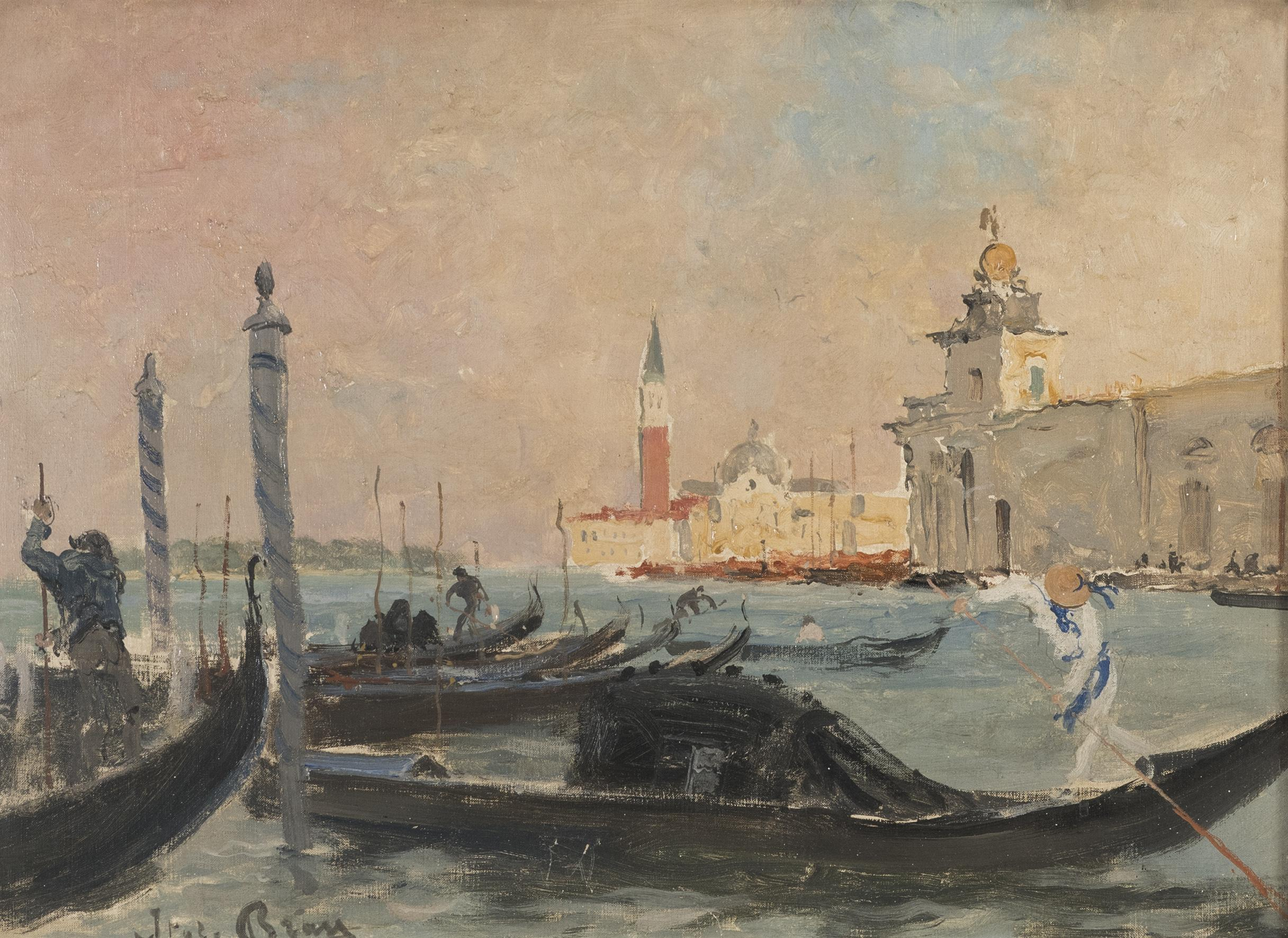
Casa d’Aste Babuino

Родился в семье виноторговца немецкого происхождения.
Учился в Мюнхенской академии художеств у Карла Раупа, затем в Париже в Академии Жюлиана у Жана-Поля Лорана. Жил и творил в Венеции; изображая на своих картинах уголки Венеции, вводя элементы жанра.
Видный художественный деятель, знаток искусства. Собрал одну из самых известных коллекций произведений искусства и итальянской живописи XVI—XVIII веков (среди самых выдающихся картин были работы Тинторетто, Тициана и Веронезе), которые, несмотря на то, что шла Вторая мировая война, не были разграблены и спасены от немецких войск.
Участник многих международных венецианских биеннале и выставок в различных городах Европы и Америки.
В 1942 году, как сценограф участвовал в съёмках фильма «Большой канал» (Canal Grande).
Похоронен на кладбище Сан-Микеле в Венеции.
Его внук — режиссёр Тинто Брасс.